# جایزه ایتالیا
جایزه ایتالیا یا پِری ایتالیا (ایتالیایی: Prix Italia؛ انگلیسی: Prix Italia) نام یک جایزهٔ ایتالیایی است که به تولیدات رادیویی، تلویزیونی و همچنین وبسایت‌ها تعلق می‌گیرد.
این جایزه در سال ۱۹۴۸ میلادی، توسط شبکهٔ تلویزیونی «رای» در جزیرهٔ کاپری برپا شد.
۸۷ سازمان رادیویی-تلویزیونی خصوصی و همگانی از ۴۶ کشور و ۵ قارهٔ جهان، خط‌مشی و طرح کلی اداره و اجرای این جایزه را تعیین یا نظارت می‌کنند و این موضوع در میان سایر جوایز دنیا، بی‌نظیر است.

## برخی از برندگان
- پیتر بروک (۱۹۸۴)
- لوچیانو بریو (۱۹۸۲)
- رولند جافه (۱۹۷۸)
- کریستف پندرسکی (۱۹۶۷)
- کلود اولین (۱۹۵۵)